# Нью-Йоркський симфонічний оркестр
Нью-Йоркський симфонічний оркестр — музичний колектив, що існував в 1878–1928 роках у Нью-Йорку.
Був заснований диригентом Леопольдом Дамрошем після його відходу з Нью-Йоркського філармонічного оркестру, а після його смерті в 1885 р. перейшов під управління його сина Вальтера Дамроша. Фінансову підтримку оркестру надавав Ендрю Карнегі, для концертів оркестру був в першу чергу призначений побудований в 1891 році Карнегі-хол.
Серед найважливіших прем'єр, які здійснив оркестр — Концерт № 3 для фортепіано з оркестром Сергія Рахманінова (1909), Симфонія для органу з оркестром Аарона Копленда (1925), Концерт для фортепіано з оркестром Джорджа Гершвіна (1925). 1928 на хвилі великої депресії, окрестр був злитий з Нью-Йоркським філармонічним оркестром.